# Oden

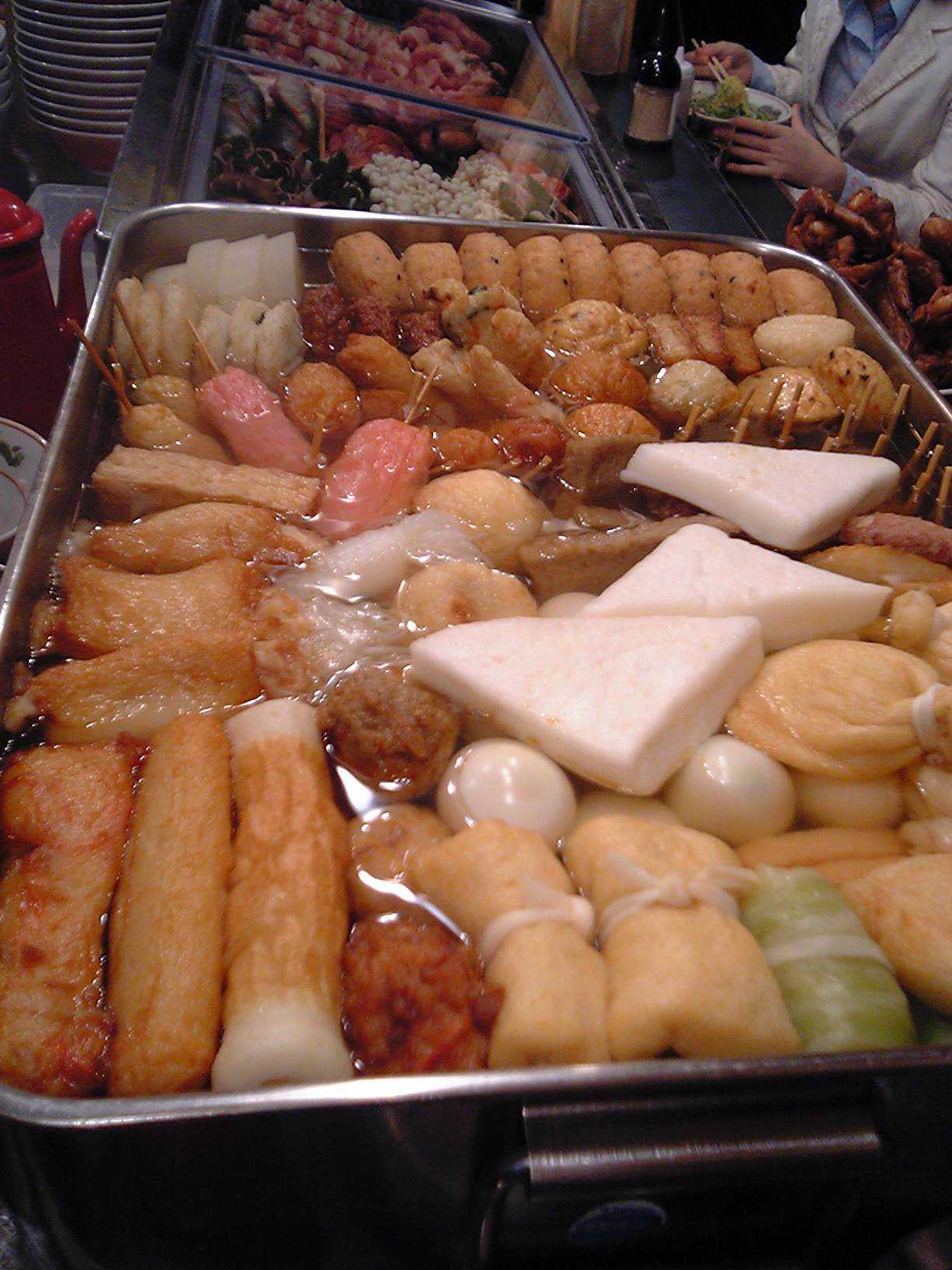
Ingredientes para el oden.

El Oden (おでん?) es un plato japonés donde se cuecen ingredientes diversos, entre los que pueden estar huevo, daikon, konnyaku y chikuwa, cocidos en un caldo de konbu y katsuobushi (dashi), que a veces lleva mostaza como condimento. El mismo plato puede ser conocido como kanto ni (関東煮) en Nagoya, y se usa miso como salsa. En Kansai, se conoce como kanto daki (関東炊き). Ambos nombres significan "estofado de Kanto", región donde el oden se originó.
Originalmente, el oden se llamaba misodengaku, o simplemente dengaku.  En él, se hervía tofu y se comía con salsa miso.  Posteriormente, en vez de utilizar miso, los ingredientes se cocían en el caldo. En la preparación del oden, se puede añadir los ingredientes en cualquier momento.  Es una comida común en invierno, práctica y de bajo coste.

## Lista de ingredientes comunes
- Atsuage
- Huevo cocido
- Chikuwa
- Chikuwabu
- Rábano daikon
- Ganmodoki
- Gobomaki
- Gyusuji
- Hanpen
- Ikamaki
- Ito konnyaku
- Kabocha
- Kamaboko
- Konnyaku
- Patata
- Shinjoage
- Tofu
- Tsukune